# Station Higashi-Umeda
 Station Higashi-Umeda  (東梅田駅, Higashi-Umeda-eki) is een metrostation in de wijk Kita-ku, Osaka, Japan. Het wordt aangedaan door de Tanimachi-lijn. Het station maakt deel uit van een groot netwerk van stations (Osaka, Umeda, Higashi-Umeda en Kita-Shinchi), die allen met elkaar verbonden zijn door middel van winkelcentra en wandelgangen.

## Treindienst

### Tanimachi-lijn(stationsnummer T20)
| 1 | ■ Tanimachi-lijn | richting Tennōji en Yao-Minami  |
| 2 | ■ Tanimachi-lijn | richting Miyakojima en Dainichi |

## Geschiedenis
Het station aan de Tanimachi-lijn werd in 1967 geopend.

## Overig openbaar vervoer
Naast de aangrenzende trein –en metrostations is er ook een busstation, waar zowel stadsbussen als langeafstandsbussen stoppen.

## Stationsomgeving
Het station bevindt zich onder de Mido-suji, ten oosten van de andere station in Umeda.
- Hankyu-warenhuis
- Hanshin-warenhuis
- ACTY Osaka
  - Hotel Granvia Osaka
  - Daimaru (warenhuis)
- Shin-Hankyu Hotel
- Whity Umeda (ondergrondse winkelpassage)
- Taiyū-tempel

Dainichi · Moriguchi · Taishibashi-Imaichi · Sembayashi-Omiya · Sekime-Takadono · Noe-Uchindai · Miyakojima · Tenjimbashisuji Rokuchōme · Nakazakicho · Higashi-Umeda · Minami-Morimachi · Temmabashi · Tanimachi Yonchōme · Tanimachi Rokuchōme · Tanimachi Kyūchōme · Shitennōji-mae Yūhigaoka · Tennōji · Abeno · Fuminosato · Tanabe · Komagawa-Nakano · Hirano · Kire-Uriwari · Deto · Nagahara · Yao-Minami